# Gregossan
Gregossan, artiestennaam van Joost Gregory Gregorowitsch (Maassluis, 29 augustus 2003), is een Nederlandse rapper. Hij begon in 2020 met het uitbrengen van muziek, bracht in 2024 de ep GG uit en had in hetzelfde jaar succes met de single Mulala.

## Biografie
Gregorowitsch is geboren en getogen in Maassluis. In 2020 begon hij met het uitbrengen van muziek; zijn eerste single was Geen grenzen, een samenwerking met KV Savage. In zijn nummers rapt hij over thema's als auto's en geweld. Het geweld wat in zijn nummers wordt benoemd, zijn geen eigen ervaringen, maar dingen die hij ziet gebeuren in zijn omgeving. 
Van 2020 tot 2023 bracht hij onder eigen beheer verschillende singles uit, voordat hij in 2023 een contract tekende bij OJ Cartel, het label van Djaga Djaga. Het lied Cartel met Djaga Djaga was het eerste nummer dat bij dit label werd uitgebracht. Er werden verschillende singles uitgebracht, waarna hij in augustus 2024 de ep GG uitbracht. De ep telt elf nummers en bevat gastbijdrages van Djaga Djaga en Kili. Ter promotie van het album deed hij in de zomer van 2024 een studiosessie bij 101Barz. In november 2024 bracht Gregossan de single Mulala uit, welke een bescheiden hit werd. Het piekte op de negentiende plaats van de Single Top 100 en stond tevens genoteerd in de Tipparade van de Nederlandse Top 40.

## Discografie

### Albums en ep's
- GG (ep, 2024)

### Nummers met notering(en) in een hitlijst
| Lied   | Verschijnen      | Album | Hitlijsten  | Hitlijsten  | Hitlijsten   | Hitlijsten   | Opmerkingen |
| Lied   | Verschijnen      | Album | NL (Top 40) | NL (Top 40) | NL (Top 100) | NL (Top 100) | Opmerkingen |
| Lied   | Verschijnen      | Album | Piek        | Weken       | Piek         | Weken        | Opmerkingen |
| ------ | ---------------- | ----- | ----------- | ----------- | ------------ | ------------ | ----------- |
| Mulala | 29 november 2024 | —     | tip18       | —           | 14           | 1            |             |